# Tarif Fordney-Mac Cumber
Le tarif Fordney-Mac Cumber, ou tarif Mac Cumber a été créé en 1922 aux États-Unis. Il augmente les droits de douane à 38 % en moyenne, et fait suite à la montée du protectionnisme aux États-Unis après la Première Guerre mondiale.

## Contexte
Pour stimuler le commerce extérieur après la Première Guerre mondiale, le Congrès américain a accordé des prêts massifs à l'Europe, qui a acheté, en retour, davantage de produits américains. Cinq ans après, les partenaires commerciaux des États-Unis ont considérable augmenté leurs propres droits de douane. L’Espagne a augmenté ses droits de douane sur les produits américains de 40 %, la France de 45 % à 100 % sur les automobiles, et l'Allemagne et l'Italie sur le blé. Afin de protéger les usines et les exploitations agricoles, le tarif Fordney-McCumber a augmenté les droits de douane américains sur de nombreux produits importés,.